# Isidor av Madrid
Isidor av Madrid, född cirka 1070 i Madrid, död där 15 maj 1130, var en spansk bonde och bekännare. Han vördas som helgon inom Romersk-katolska kyrkan. Han är särskilt ihågkommen för sin fromhet och generositet gentemot de fattiga. Isidor var gift med Maria Torribia.
Isidor brukade gå i mässan på morgnarna; de som arbetade med honom på fälten klagade på att han ofta kom för sent till arbetet. Godsägaren undersökte saken och enligt legenden såg han då två änglar sköta Isidors sysslor.

## Bilder
| - Den helige Isidors relikvarium i Santa María La Real de La Almudena i Madrid. |

### Webbkällor
- ”St. Isidore the Labourer”. Catholic Encyclopedia. New Advent. http://www.newadvent.org/cathen/08189a.htm. Läst 13 november 2019.
- ”Sant'Isidoro l'agricoltore, laico”. Santi e Beati. http://www.santiebeati.it/dettaglio/53300. Läst 13 november 2019.